# Sidamanik (plaats)
Sidamanik is een bestuurslaag in het regentschap Simalungun van de provincie Noord-Sumatra, Indonesië. Sidamanik telt 1229 inwoners (volkstelling 2010).